# Magdalena Chemicz
Magdalena Chemicz z domu Łeszyk (ur. 4 marca 1974 w Grodzisku Wielkopolskim) – polska piłkarka ręczna, grająca na bramce, mistrzyni i reprezentantka Polski.

## Kariera sportowa
Karierę sportową rozpoczęła w klubie Spartakus Buk, od 1989 była zawodniczką KS Karkonosze Jelenia Góra. W 1994 została zawodniczką Startu Elbląg, w którym występowała do 1999 z przerwą na sezon 1995/1996, kiedy to przebywała na urlopie macierzyńskim. Z elbląskim klubem sięgnęła po wicemistrzostwo Polski w 1997 i dwa brązowe medale mistrzostw Polski (1998, 1999). Od 1999 była zawodniczką Monteksu Lublin (w sezonie 2003/2004 grającym pod nazwą Bystrzyca Lublin, od 2004 pod nazwą SPR Lublin). Z lubelskim klubem zdobyła dziewięć tytułów mistrzyni Polski (2000-2003 i 2005-2009) i jeden tytuł wicemistrzowski (2004), a w 2001 sięgnęła po Puchar EHF. W sezonie 2009/2010 została zawodniczką niemieckiej drużyny VFL Sindelfingen, od 2010 do 2012 grała w drugoligowej Borussii Dortmund, a następnie pozostała w klubie jako trener drużyny juniorskiej.
W reprezentacji Polski debiutowała 1 lutego 1994 w towarzyskim spotkaniu z Czechami. Trzykrotnie wystąpiła na mistrzostwach świata (1999 - 11 miejsce, 2005 - 19 miejsce, 2007 - 11 miejsce) i również trzykrotnie na mistrzostwach Europy (1996 - 11 miejsce, 1998 - 5 miejsce, 2006 - 8 miejsce). Ostatni raz wystąpiła w reprezentacji 30 listopada 2008 w meczu eliminacji mistrzostw świata z Islandią. Łącznie w biało-czerwonych barwach wystąpiła 162 razy, zdobywając jedną bramkę.